# Leucania panaethiopica
Leucania panaethiopica är en fjärilsart som beskrevs av Charles Boursin och Charles E. Rungs 1952. Leucania panaethiopica ingår i släktet Leucania och familjen nattflyn. Inga underarter finns listade i Catalogue of Life.